# El Capitan Island

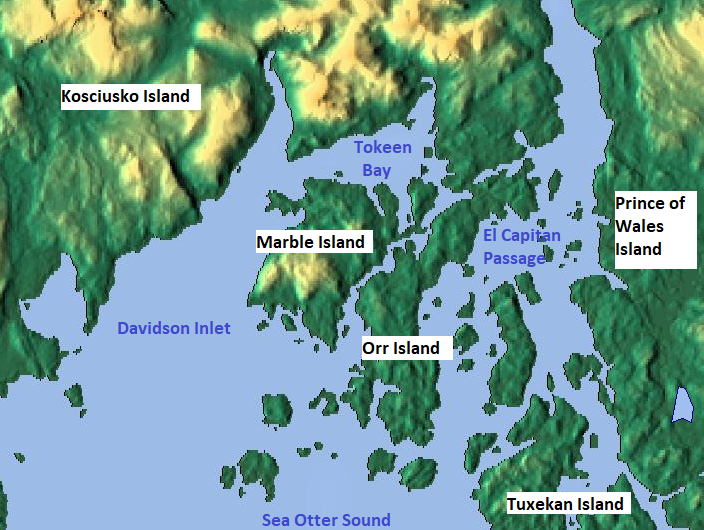
Het eiland ligt ten oosten van Orr Island

El Capitan Island is een eiland in de Alexanderarchipel in de Alaska Panhandle in het zuidoosten van Alaska in de Verenigde Staten.

## Geografie
Het eiland heeft een lengte van 5,6 kilometer en wordt omgeven door de El Capitan Passage. Ten noorden van het eiland ligt Spanberg Island, ten oosten het Prins van Waleseiland, ten zuiden het Tuxekan Island en ten westen Orr Island. Op het eiland ligt de plaats New Tokeen met de Tokeen Seaplane Base.

## Geschiedenis
In 1932 werd het eiland vernoemd door de United States National Geodetic Survey als de kapitein, omdat het eiland het grootste eiland in de El Capitan Passage is.